# 대전버드내초등학교
대전버드내초등학교는 대한민국 대전광역시 중구에 있는 공립 초등학교이다.

## 학교 연혁
- 2000. 12. 01 대전버드내초등학교 설립인가
- 2001. 04. 04 대전버드내초등학교 개교기념식
- 2001. 11. 09 시교육청 버드내지구 ICT활용 세미나 장학 발표회
- 2002. 03. 01 대전버드내초등학교 35학급 인가
- 2002. 03. 04 대전버드내초등학교 신입생 입학식(274명)
- 2002. 03. 09 교직원 세미나 및 수련회
- 2002. 10. 08 학교평가 수검-교육과정 운영 우수학교 선정
- 2003. 03. 01 대전버드내초등학교 43학급 1606명
- 2003. 03. 01 교실수업개선 시범교육청 협력연구시범학교 지정
- 2003. 11. 04 교실수업개선 시범교육청 협력연구시범학교 중간보고
- 2004. 10. 14 교실수업개선 시범교육청 자율시범 학교 운영보고회 개최
- 2005. 02. 17 제4회 졸업식(졸업생 총 755명)
- 2005. 03. 01 대전버드내초등학교 45학급 편성
- 2005. 10. 21 학교평가수검 최우수학교 선정 수상
- 2006. 02. 16 제5회 졸업식(졸업생 총 990명)
- 2006. 03. 01 대전버드내초등학교 45학급 편성 1678명
- 2007. 02. 14 제6회 졸업식(졸업생 총 1253명)
- 2007. 03. 01 대전버드내초등학교 45학급 편성
- 2007. 03. 01 공주교육대학교 대용부설초등학교 지정
- 2008. 02. 19 제7회 졸업색(졸업생 총 1519명)
- 2008. 03. 01 대전버드내초등학교 45학급 편성 1572명
- 2008. 10. 01 학교평가 수검(최우수교 선정 수상)
- 2009. 02. 19 제8회 졸업식(졸업생 총 1,829명)
- 2009. 03. 01 공주교육대학교 대용부설초등학교 재지정
- 2009. 09. 01 제4대 나장균 교장선생님 부임
- 2009. 10. 17 학교운동장 조성(인조잔디ㆍ탄성포장)
- 2010. 12. 03 100대 교육과정 우수학교 선정
- 2011. 02. 19 제10회 졸업식(졸업생 총 2,324명)
- 2011. 09. 27 E/V, 롤스크린, 급식실 리모델링, 방수시설 등 교육환경개선
- 2011. 10. 27 한국조폐공사와 Happy School! 학교사랑 결연
- 2011. 11. 24 방과후학교 Top-school 우수학교 선정
- 2012. 02. 18 제11회 졸업장수여(졸업생 2580명)
- 2012. 02. 29 2011년 청렴마일리지제 운영평가 매우 우수학교 선정
- 2012. 03. 02 신입생 입학(172명)
- 2012. 09. 01 제5대 강선자 교장선생님 부임
- 2013. 12. 26 2013 중구 자원봉사평가대회 자원봉사 우수학교 선정
- 2014. 03. 03 신입생 입학(237명)
- 2014. 03. 05 대전버드내초등학교 병설유치원 개원(2학급, 55명)
- 2014. 09. 01 제6대 이병대 교장선생님 부임
- 2014. 12. 22 2014 영재교육기관 평가 우수기관 선정
- 2015. 02. 13 제14회 졸업장수여(졸업생 187명, 총 3,250명)
- 2015. 03. 02 신입생 입학(216명)
- 2015. 12. 30 2015 우정사업본부장 우수기관 선정
- 2016. 02. 24 2015 1사1교 금융교육우수학교 선정
- 2016. 07. 19 2016 대한민국 편지쓰기 공모대전 우수기관 선정
- 2017. 03. 01 도서관 활용 연구학교 지정(1년)
- 2018. 02. 22 제17회 졸업장 수여(졸업생 156명, 총3,805명)
- 2018. 03. 02 신입생 입학(162명)
- 2018. 04. 11 제30회 대전광역시학생과학발명품 경진대회 우수기관 표창
- 2018. 09. 05 제40회 전국학생과학발명품경진대회 학교단체상 수상(미래창조과학부 장관상)
- 2019. 02. 21 제18회 졸업장 수여(졸업생 167명, 총3,972명)
- 2019. 03. 01 43학급 편성(특수 1학급 포함), 유치원 2학급 편성
- 2020. 02. 20 제 19회 졸업장 수여(졸업생 209명, 총4,181명)
- 2020. 03. 01 43학급 편성(특수 1학급 포함), 유치원 2학급 편성
- 2021. 01. 21 제 20회 졸업장 수여(졸업생 185명, 총 4,366명)
- 2021. 03. 01 41학급 편성(특수 1학급 포함), 유치원 2학급 편성

## 참고 자료
- 대전버드내초등학교 - 한국교육학술정보원 학교알리미